# Route 144 (Nouveau-Brunswick)
Pour les articles homonymes, voir Route 144.
La route 144 est une route secondaire du Nouveau-Brunswick située dans le nord-ouest de la province, dans la région d'Edmundston, suivant le fleuve Saint-Jean et la rivière Madawaska. Elle parcourt une distance de 67 km (42 mi) entre Saint-Jacques et Grand-Sault. La route 144 peut servir de route alternative à la route 2 et elle est son ancien tracé.

## Description du tracé

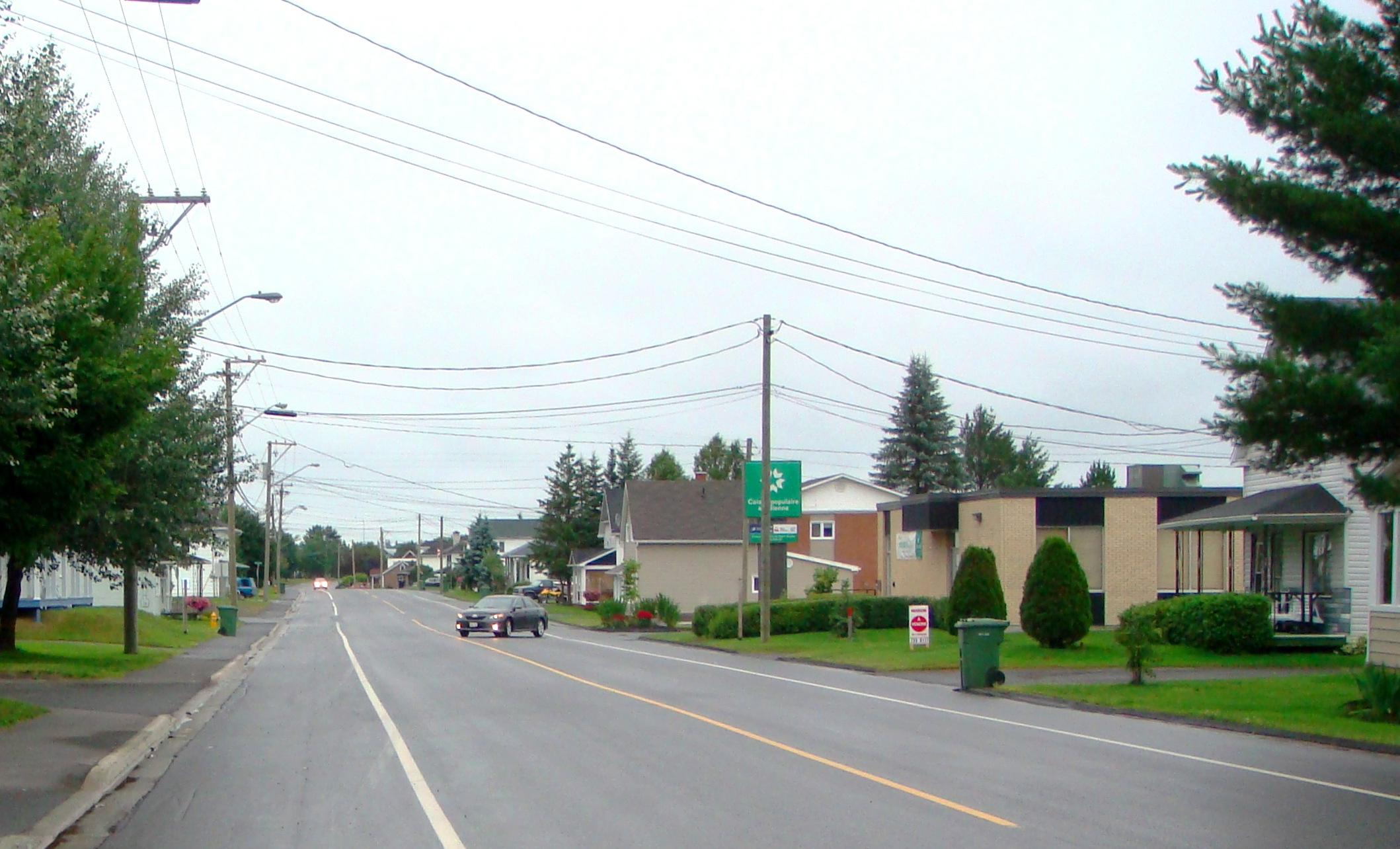
La route 144 à Saint-Basile.

La route 144 débute au nord-ouest de Grand-Sault comme prolongement de la route 108. Elle suit le fleuve Saint-Jean sur plus de 55 km (34 mi), traversant de nombreux villages acadiens dont soit Saint-Léonard (où elle croise la route 17), Sainte-Anne-de-Madawaska ainsi que Saint-Basile. Elle traverse ensuite Edmundston en étant nommée chemin Canada, puis elle suit la rive ouest de la rivière Madawaska jusqu'à Saint-Jacques, où elle bifurque vers le sud-ouest pour se terminer à la sortie 8 de la route 2. 

## Intersections majeures
| Comté                 | Ville         | km    | Destinations                           | Notes                                                         |
| --------------------- | ------------- | ----- | -------------------------------------- | ------------------------------------------------------------- |
| Madawaska             | Grand-Sault   | 0,00  | NB-108 vers NB-2 – Grand-Sault         | La NB-144 sud devient la NB-108 est                           |
| Madawaska             | Saint-Léonard | 15,60 | NB-17 – Saint-Quentin, Van Buren, ME   |                                                               |
| Madawaska             | Saint-Léonard | 18,10 | Chemin de la Grande-Rivière vers NB-2  |                                                               |
| Madawaska             | Rivière-Verte | 41,00 | Chemin Davis vers NB-2                 |                                                               |
| Madawaska             | Edmundston    | 47,50 | NB-2 – Province de Québec, Fredericton | Accès à la sortie 26 de la NB-2 via une voie d'accès sans nom |
| Madawaska             | Edmundston    | 51,70 | Chemin Iroquois vers NB-2              |                                                               |
| Madawaska             | Edmundston    | 56,70 | NB-120 (Rue de l'Église)               |                                                               |
| Madawaska             | Edmundston    | 62,30 | Chemin Mont-Farlagne vers NB-2         |                                                               |
| Madawaska             | Edmundston    | 67,00 | NB-2 – Québec, Fredericton             | Sortie 8 de la NB-2                                           |
| - Transition de route |               |       |                                        |                                                               |